# 小山隆
小山 隆（こやま たかし、1900年4月5日 - 1983年8月4日）は、日本の社会学者。

## 来歴
岡山県出身。1924年東京帝国大学文学部社会学科卒。長崎高等商業学校教授、高岡高等商業学校教授、大阪大学教養部教授、1964年定年退官、名誉教授、東洋大学教授。1962年「近代家族の構造分析」で大阪大学文学博士。戦前は富山・岐阜県境の村の大家族構造を調査。戦後も家族の変容などを研究した。1964年日本社会学会会長。

## 著書
- 『社会生活』三省堂出版 社会科文庫 1950
- 『軌跡五十年 一社会学徒の記録』御茶の水書房 1980
- 『山間聚落の大家族 越中五箇山・飛騨白川村の実証研究』家族問題研究会編 川島書店 1988

### 共編著
- 『現代家族講座』全6巻 磯村英一,川島武宜共編 河出書房 1955－56
- 『現代家族の研究 実態と調整』編 弘文堂 1960
- 『現代日本の女性 その社会的地位』編 国土社 1962
- 『現代家族の役割構造 夫婦・親子の期待と現実』編 培風館 1967
- 『現代婦人問題講座 第4 家庭と社会』一番ケ瀬康子共編 亜紀書房 1970
- 『現代家族の親子関係 しつけの社会学的分析』編 培風館 1973

## 参考
- デジタル版日本人名大事典